# Río Abiseo
Der Río Abiseo ist ein 130 km langer rechter Nebenfluss des Río Huayabamba in der Provinz Mariscal Cáceres in der Region San Martín im zentralen Norden Perus.

## Flusslauf
Der Río Abiseo entspringt an der Nordflanke des 4249 m hohen Cerro Ventanas in der peruanische Zentralkordillere. Von dort fließt er in überwiegend nordöstlicher Richtung durch das Gebirge. Der Río Abiseo durchschneidet das Bergland in einer engen Schlucht. Bei Flusskilometer 77 trifft der Río Tumac von links auf den Río Abiseo. Bei Flusskilometer 32 mündet der Río Montecristo, bedeutendster Nebenfluss des Río Abiseo, ebenfalls von links in den Fluss. Der Río Abiseo mündet schließlich auf einer Höhe von etwa 300 m 8 km südwestlich der Kleinstadt Huicungo in den Río Huayabamba. Am Unterlauf, etwa 7 km und 4 km oberhalb der Mündung, befinden sich am rechten Flussufer die Siedlungen San Juan de Abiseo und Flor de Selva.

## Einzugsgebiet
Das Einzugsgebiet des Río Abiseo umfasst eine Fläche von etwa 2890 km². Das Gebiet liegt vollständig im Distrikt Huicungo und besteht hauptsächlich aus tropischem Bergregenwald. Entlang der westlichen Wasserscheide erheben sich die Berge bis auf eine Höhe von mehr als 4000 m. 

## Ökologie
Seit 1983 ist das oberhalb von Flusskilometer 16 weitgehend unbewohnte und unberührte Einzugsgebiet des Río Abiseo als Nationalpark Río Abiseo (span. Parque nacional del Río Abiseo) geschützt.